# Spin

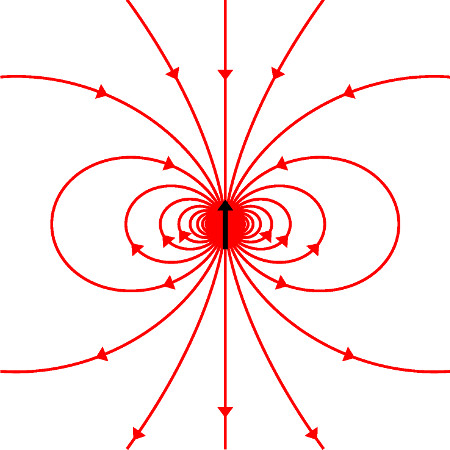
Egy spinnel rendelkező, negatív töltésű részecske mágneses tere. A fekete nyíl jelöli a spin irányát, a piros vonalak pedig a mágneses indukcióvonalak. A spinnel rendelkező, töltött részecskék mágneses dipólusként viselkednek, vagyis egy kis áramhurokhoz hasonló mágneses teret hoznak létre.

A spin vagy sajátperdület (más szóval saját-impulzusmomentum) a kvantummechanikai részecskék perdületének egyik összetevője. A másik összetevő a pályaperdület, mely a klasszikus mechanikából ismert perdület kvantummechanikai megfelelője, és a részecskék térbeli forgó mozgását jellemzi. A spin viszont független a részecskék térbeli mozgásától: önálló, belső szabadsági foka a kvantummechanikai részecskéknek, melynek a klasszikus mechanikában nincs megfelelője. A spinnel rendelkező részecskék ugyanakkor mágneses dipólusként viselkedhetnek, vagyis egy kis áramhurokhoz hasonló mágneses teret hozhatnak létre maguk körül. A pályaperdülethez hasonlóan a spin is vektormennyiség, melyet nagysága és iránya jellemez; ábrákon nyíllal szokás jelölni. 
A kvantummechanikai részecskék a spinjük szerint két csoportba: a félegész (1/2, 3/2, 5/2,...) vagy az egész (0, 1, 2,...) spinű részecskék csoportjába sorolhatók. Az előbbieket fermionoknak, az utóbbiakat pedig a bozonoknak nevezik. A fermionok és a bozonok közötti legfontosabb különbség, hogy a fermionokra érvényes az ún. Pauli-elv, ami kimondja, hogy két fermion nem lehet ugyanabban a kvantumállapotban. A kémiai jelenségekben alapvető szerepet játszik, hogy az 1/2-es spinű elektron a fermionok közé tartozik, s így érvényes rá a Pauli-elv. Például emiatt szerveződnek a kémiai elemek periódusos rendszerbe. Az elektronon kívül fermion még a proton és a neutron, valamint az elemi részecskék közül a kvarkok és a leptonok. A bozonok közé tartozik az elemi részecskék közül a foton, a W- és Z-bozonok, a gluon, valamint a Higgs-bozon. A páratlan tömegszámú atommagok fermionok, a páros tömegszámúak pedig bozonok.
A spin ismerete elengedhetetlen a modern elméleti fizika megértéséhez. A spin ismeretében írhatóak csak le a részecskefizikában az elemi részecskék fajtái, továbbá a magfizikában az atommagok, a molekulafizikában pedig az atomok, az ionok és a molekulák tulajdonságai. A szilárdtestfizikában a spin ismerete nélkül nem érthető meg sem a para-, sem a ferromágnesség, sem pedig a Hall-effektus, a szupravezetés és a szuperfolyékonyság. A termodinamikát megalapozó statisztikus fizika alapmodelljei közé tartoznak a spinnel rendelkező, egy helyben álló részecskékből felépülő rendszerek, például az Ising-modell és a Heisenberg-modell. A kémiában a különböző elemek és vegyületek tulajdonságai, reakciói is csak az elektron spinjének figyelembevételével értelmezhetőek.
A spinnek és a hozzá kapcsolódó mágneses dipólusnak központi szerepe van számos modern technológiában, például a mágneses magrezonancián alapuló MR-képalkotásban, és az elektronspin-rezonancián alapuló spektroszkópiai, kémiai vizsgálatokban. A spin szintén fontos szerephez jut a kvantumszámítógépek elméletében és gyakorlati megvalósításában: a kvantumbit megfeleltethető egy 1/2-es spinű részecske spinjének.

## Története

A Stern–Gerlach kísérlet: Ha nem lenne mágneses momentumuk (és ennek megfelelően spinjük) az ezüstatomoknak, akkor egy kupacba kellett volna beérkezniük, de ha van, klasszikus értelmezésben akkor is szétkent, folytonos eloszlás mentén, nem két elkülönülő pontban

A spin és a hozzá szorosan kapcsolódó mágneses momentum sajátos kvantummechanikai kvantáltságának első bizonyítéka a Stern–Gerlach kísérlet volt. A legnagyobb meglepetést itt nem a spin, azaz a sajátimpulzusmomentum és mágneses momentum léte okozta, hanem hogy két jól elkülönülő pontba hajoltak csak el a részecskék. Ez egy polarizálatlan kísérlet volt, elvileg akármilyen irányban állhatott a részecskék mágneses momentuma, az viszont kizárólag vagy a mágneses tér irányába, vagy az azzal ellentétes irányba mutatott.
Wolfgang Pauli volt talán az a fizikus, aki legjobban hatott a spinelméletre. A spin először az alkálifémek emissziós spektrumával kapcsolatban került elő. 1924-ben Pauli bevezetett valamit, amit ő két-értékű kvantum szabadsági fok néven emlegetett, és ez a legkülső elektronhéjjal volt kapcsolatban. Ez tette lehetővé, hogy megfogalmazza a Pauli-elvet, mely szerint két elektron nem lehet azonos kvantumállapotban, valamely kvantumszámuknak különbözniük kell.
Pauli szabadsági fokának fizikai leírása eredetileg ismeretlen volt. Ralph Kronig, Landé egyik asszisztense, vetette fel 1925 elején, hogy talán az elektron sajátperdületéből származik. Amikor Pauli hallott erről, akkor erősen ellenezte, megjegyezve, hogy akkor az elektron feltételezett felszínének a fénynél gyorsabban kellene mozognia, hogy elég gyorsan pörögjön ahhoz, hogy a megfelelő perdületet elérje, és ez a relativitáselmélet értelmében nem megengedett. Főként Pauli hatására állt el Kronig attól, hogy ötletét közölje.
Ugyanezen év őszén két fiatal holland fizikus, George Uhlenbeck és Samuel Goudsmit ugyanerre a gondolatra jutott. Paul Ehrenfest javaslatára egy rövid cikkben közzétették eredményüket, mely kedvező fogadtatásra talált, különösen azután, miután L.H. Thomasnak sikerült feloldania a kettes szorzófaktornyi ellentmondást a kísérleti eredmények valamint Uhlenbeck és Goudsmit (valamint Kronig nem közölt) számításai között. A különbség a mágneses momentum precessziójának frekvenciájában jelentkezett, amit relativisztikus effektusként sikerült a kísérlettel egyezően kiszámolnia. Eredményét Thomas-precesszióként ismerjük.
Kezdeti ellenvetései ellenére Pauli öntötte formába a spinelméletet 1927-ben a Schrödinger és Heisenberg által felfedezett modern elmélet, a kvantummechanika felhasználásával. Ő használta először a Pauli-mátrixokat, mint a spinoperátorok reprezentációját, és a két komponensű spinor hullámfüggvényt.
Pauli spinelmélete nem volt relativisztikus. 1928-ban Paul Dirac közzétette a Dirac-egyenletet, mely leírta a relativisztikus elektront. Dirac az egyenletében négy komponensű spinort (úgynevezett Dirac-spinort vagy bispinort) használt az elektron hullámfüggvényeként.
1940-ben Pauli bizonyította a spin-statisztika tételt, mely szerint a fermionok feles, a bozonok egész spinűek.

## A spin és a statisztika
Az egész spinű részecskéket bozonoknak nevezzük. Egy kvantumállapotban akárhány bozon lehet. Ilyen például a foton és a mezonok. A Bose–Einstein-statisztika érvényes rájuk.
A feles spinű részecskéket fermionoknak nevezzük. Ezekre érvényes a Pauli-elv, azaz egy kvantumállapotban csak egy fermion lehet. Ilyen az elektron, a neutron és a proton, a leptonok és a kvarkok. A fermionok csak párosával keletkezhetnek (fermion és egy anti-fermion). A Fermi–Dirac-statisztika érvényes rájuk.

## A spin matematikai leírása
A spin a térbeli forgásokkal kapcsolatos szimmetria következménye, amit eredetileg az SO(3) csoporthoz kötnek. Ez azonban csak egész spinű állapotokat, azaz 0,1,2,… spin esetén skalár, vektor, tenzor,… unitér csoportábrázolásokat enged meg. Kiderül azonban a csoportok algebrájának vizsgálatakor, hogy az SO(3)-csoport és az SU(2)-csoport (mindkettő Lie-csoport) Lie-algebrája megegyezik. Az SU(2) az SO(3) kétszeres fedőcsoportja, az SU(2)-nek létezik olyan faktorcsoportja, ami megegyezik (izomorf) az SO(3)-mal. Az SO(3) minden ábrázolása egyben SU(2)-nek is ábrázolása, de megfordítva ez nem igaz.
Ennek a kvantummechanikában jut nagyon fontos szerep: mivel a Hilbert-tér egy kvantum-állapotot jellemző elemét egy egységnyi abszolút értékű komplex számmal megszorozva egy olyan kvantum-állapotot kapunk, mely ugyanazt a fizikai állapotot írja le, azért kvantumos szinten nem a szokásos csoportábrázolásra van szükség, hanem az ún. sugárábrázolásokra, melyek figyelembe veszik ezt a tényt is, vagyis nem a Hilbert-tér felett ábrázoljuk a szimmetria csoportot, hanem a fizikai állapotok felett (amik tekinthetőek a Hilbert-tér ekvivalencia-osztályainak). Ezek az ábrázolások a Hilbert-tér elemei fölött vizsgálva lehetnek a fedőcsoport unitér ábrázolásai is, pontosabban egy G összefüggő Lie-csoport minden sugárábrázolása valódi unitér ábrázolása az univerzális fedőcsoportjának, és az univerzális fedőcsoport minden valódi unitér ábrázolása sugárábrázolása a G-nek.
Az impulzusmomentummal kapcsolatos SO(3) csoport esetében tehát kvantumosan megengedettek a fedőcsoportja, SU(2), unitér ábrázolásai szerint transzformálódó mennyiségek is, köztük olyan transzformációk szerint, melyek nem unitér ábrázolásai az eredeti SO(3) forgatási csoportnak. Az SU(2) ábrázolásai szerint transzformálódó mennyiségek a spinorok, a spinoperátor sajátértékei az impulzusmomentum lehetséges értékei, ami viszont {\displaystyle \hbar } egységekben tehát nemcsak az SO(3) unitér ábrázolásaira jellemző egész, hanem a csak az SU(2) unitér ábrázolásai esetén lehetséges félegész (1/2, 3/2, 5/2 stb.) értékeket is felvehet. Az SU(2) és az SO(3) fent leírt kapcsolata miatt a kétindexes spinorok egy-egyértelmű megfeleltetésbe hozhatók az egyindexes tenzorokkal, azaz a vektorokkal, a négyindexes spinorok a kétindexes tenzorokkal, és így tovább. Az egyindexes spinorok írják le az 1/2-es spin esetét, a kétindexes spinorok az 1-es spinét, a háromindexes spinorok a 3/2-es spinét és így tovább.

### Azsl2{\displaystyle {\mathfrak {sl}}_{2}}algebra
A spint mint kvantummechanikai megfigyelhető mennyiséget leíró operátorok az {\displaystyle SU(2)} Lie-csoporthoz tartozó {\displaystyle {\mathfrak {sl}}_{2}} Lie-algebra elemei. A Lie-csoport egy eleme az{\displaystyle R({\vec {\theta }})=\exp(i\theta _{x}S_{x}+i\theta _{y}S_{y}+i\theta _{z}S_{z})}
alakban írható fel, ahol {\displaystyle \theta _{x},\,\theta _{y},\,\theta _{z}} három forgatási szög, {\displaystyle S_{x},\,S_{y},\,S_{z}\,} pedig az {\displaystyle {\mathfrak {sl}}(2)} algebrának az
{\displaystyle [S_{x},S_{y}]=iS_{z},\quad [S_{y},S_{z}]=iS_{x}\quad [S_{z},S_{x}]=iS_{y}}
relációt kielégítő generátorai. Az utóbbi kifejezésben {\displaystyle [A,B]=AB-BA} két operátor kommutátorát jelöli. Az {\displaystyle {\mathfrak {sl}}_{2}} algebra legkisebb, kétdimenziós reprezentációját a Pauli-mátrixok adják:
{\displaystyle S_{x}={\frac {1}{2}}\sigma _{x},\,S_{y}={\frac {1}{2}}\sigma _{y},\,S_{z}={\frac {1}{2}}\sigma _{z},\,}ahol a Pauli mátrixok definíciója{\displaystyle \sigma _{x}={\begin{pmatrix}0&1\\1&0\end{pmatrix}}\,,\quad \sigma _{y}={\begin{pmatrix}0&-i\\i&0\end{pmatrix}}\,,\quad \sigma _{z}={\begin{pmatrix}1&0\\0&-1\end{pmatrix}}\,.\quad }Ezt a reprezentációt 1/2-es spinű ábrázolásnak nevezzük. Az 1/2-es spinű ábrázolás írja le számos elemi részecske, köztük a proton, a neutron és az elektron spinjét. A formalizmus fizikai jelentése, hogy méréskor – például a Stern–Gerlach-kísérletben – az adott részecske spinjének z-komponense kétféle értéket vehet fel: +1/2 vagy -1/2.

## A spin és a mágneses momentum
Spinnel rendelkező részecskéknek lehet mágneses dipólmomentumuk, hasonlóan a klasszikus elektrodinamika forgó elektromosan töltött testjeihez. A mágneses momentumok kísérletileg megfigyelhetők, például a részecskék elhajlásával inhomogén mágneses térben (Stern–Gerlach-kísérlet), vagy a részecske által keltett mágneses teret mérve.
A q töltésű, m tömegű, S spinű részecske μ mágneses momentuma:
{\displaystyle \mu =g\,{\frac {q}{2m}}\,S}
ahol a dimenziótlan g mennyiséget giromágneses aránynak (vagy faktornak, tényezőnek, együtthatónak, állandónak, momentumnak), Landé-faktornak, vagy egyszerűen g-faktornak hívjuk.
Az elektronnak, annak ellenére, hogy elemi részecske, van nemeltűnő mágneses momentuma. A kvantum-elektrodinamika egyik sikere az elektron Landé-faktorának pontos megjóslása, aminek kísérleti értéke 2,0023193043768(86), ahol az első 12 jegy biztos. A 2-es érték a Dirac-egyenletből származik, a 0,00231930437… korrekció pedig a környező elektromágneses mezővel való kölcsönhatásból, beleértve a saját mezejét is.
Az összetett részecskéknek van olyan mágneses momentumuk is, ami a spinjükhöz kapcsolható. A neutron mágneses momentuma sem nulla, annak ellenére, hogy elektromosan semleges részecske. Ez a tény korai jelzés volt arra, hogy a neutron összetett részecske, és valóban, kvarkokból áll, amik töltött részecskék. A neutron mágneses momentuma a kvarkok mágneses momentumából és a kvarkok relatív mozgásából ered.
A neutrínók elemi és semleges részecskék, az elmélet szerint nekik nulla mágneses momentumuk van. Ennek a mérése a kutatások aktív területéhez tartozik. 2003-ig bezárólag a kísérleti eredmények a neutrínó mágneses momentumát az elektronénak az 1.3·10−10-szerese alá szorították le.
Közönséges anyagokban az egyes atomok mágneses momentuma által keltett mágneses tér kioltja egymást, mert a dipólusok véletlenszerű irányokban helyezkednek el. A ferromágneses anyagokban viszont a dipólmomentumok egy irányba rendeződnek és makroszkopikus, nemeltűnő mágneses térhez vezetnek. Ezek a jól ismert közönséges „mágnesek”.
Az ezzel a témával foglalkozó „spin modellek” a kondenzált anyagok fizikájának virágzó területét jelentik. Például az Ising-modell úgy ábrázolja a spint (dipólusokat), mint amik csak két lehetséges irányban (fel és le) állhatnak, míg a Heisenberg-modellben a spin tetszőleges irányba mutathat. Ezeknek a modelleknek sok érdekes tulajdonságuk van, ami a fázisátalakulások elméletének területén sok érdekes eredményre vezetett.

## Alkalmazás
Az orvosi MR-képalkotás az emberi szervezetben található hidrogén-atommagok spinjének a rádiófrekvenciás elektromágneses térrel való kölcsönhatásán alapszik.

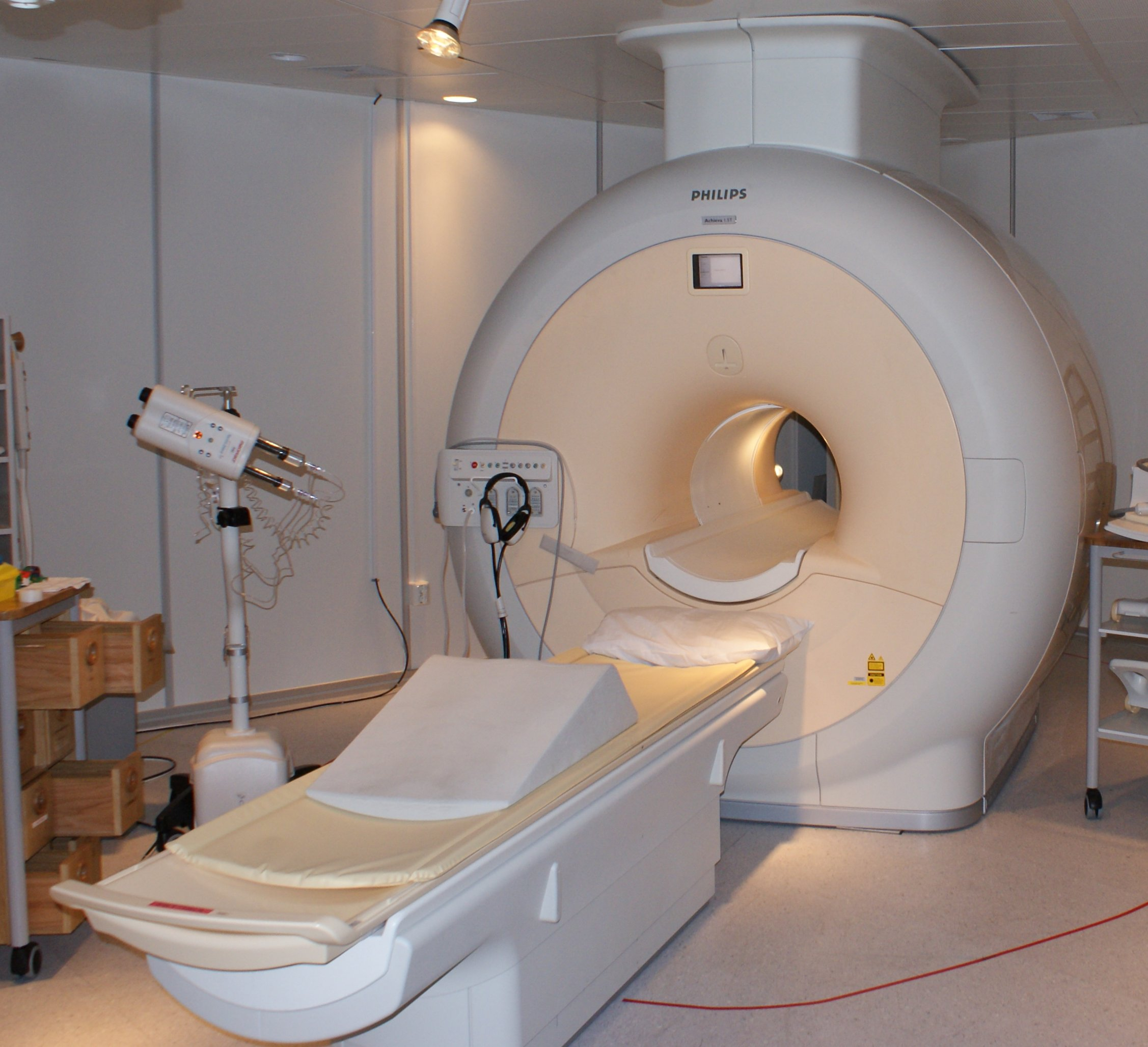
Orvosi MR-képalkotó berendezés.